# Hasenohren
Die Hasenohren (Bupleurum) sind eine Pflanzengattung innerhalb der Familie der Doldenblütler (Apiaceae). Die 150 bis 180 Arten sind auf der Nordhalbkugel weitverbreitet.

## Beschreibung

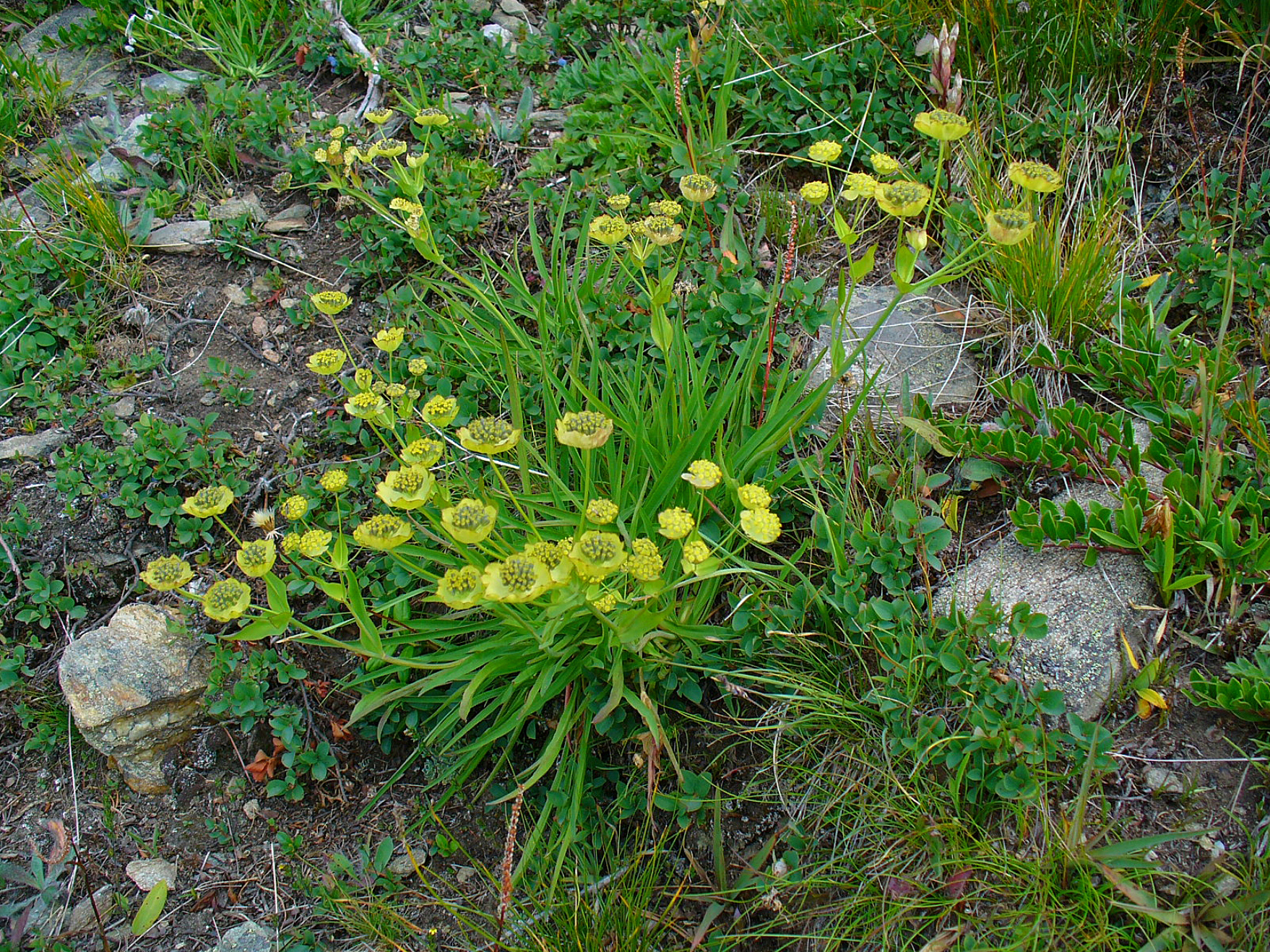
Habitus, Laubblätter und Blütenstände des Sterndolden-Hasenohrs (Bupleurum stellatum)

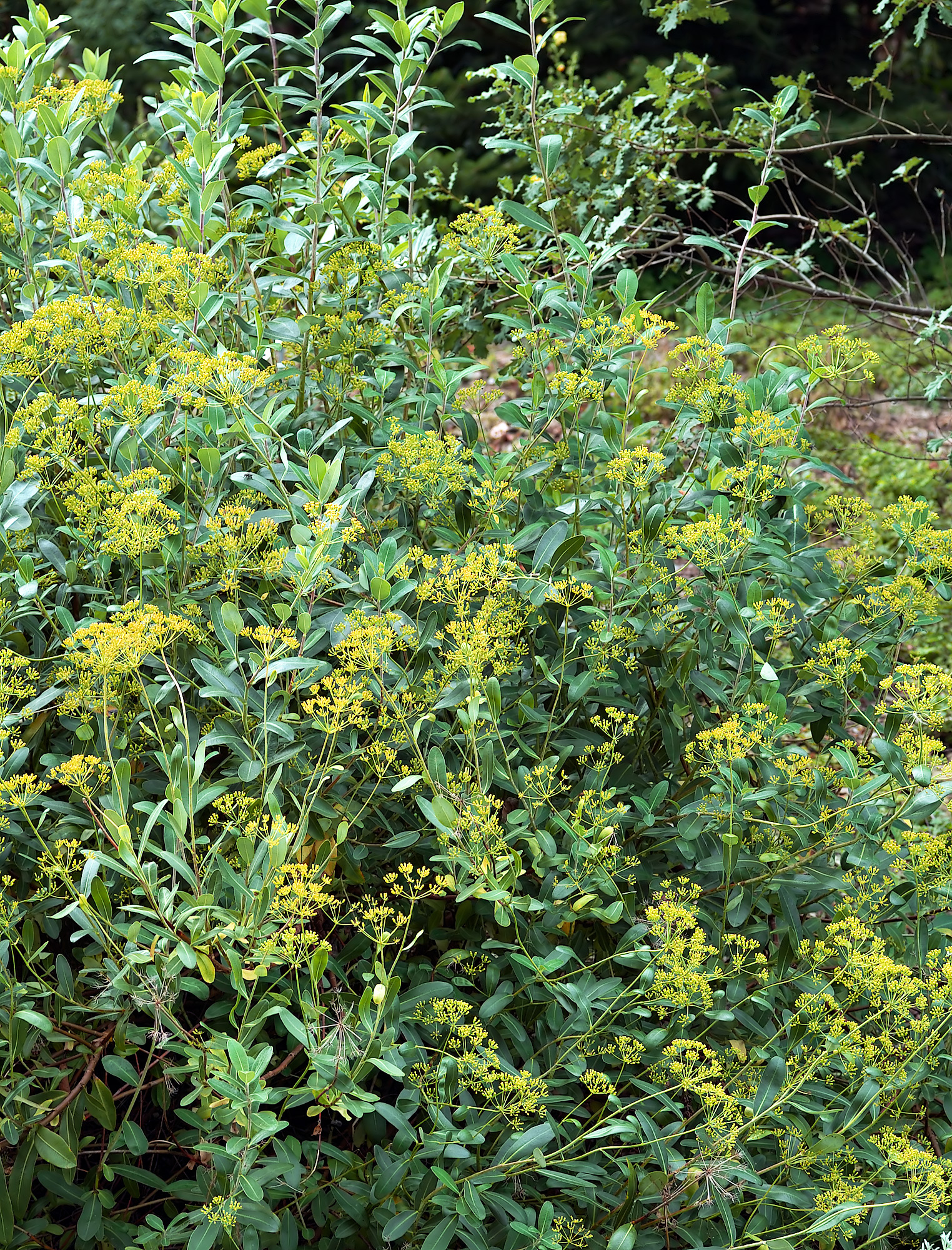
Habitus, Laubblätter und Blütenstände des Strauchigen Hasenohrs (Bupleurum fruticosum)

### Erscheinungsbild
Bupleurum-Arten wachsen selten als einjährige, meist als ausdauernde krautige Pflanzen, es gibt auch Halbsträucher und Sträucher (Bupleurum fruticosum) bis zu einer Wuchshöhe von 3 Metern. Verholzende Arten sind in der Familie der Apiaceae selten. Häufig besitzen sie einen kurzen, verholzten „Wurzelstock“. Die oberirdischen Pflanzenteile sind kahl.

### Blätter
Das kennzeichnende Merkmal der Bupleurum-Arten sind die stets ungeteilten und ganzrandigen Laubblätter, dies kommt innerhalb der Familie der Doldenblütler nur in zwei weiteren Gattungen vor. Wenn Blattstiele vorhanden sind, dann besitzen sie eine erkennbare Blattscheide. Die Form der Blattspreiten kann von grasartig linealisch bis breit länglich schwanken. Die Laubblätter sind manchmal vom Stängel durchwachsen. Die Laubblätter sind immer vollkommen kahl.

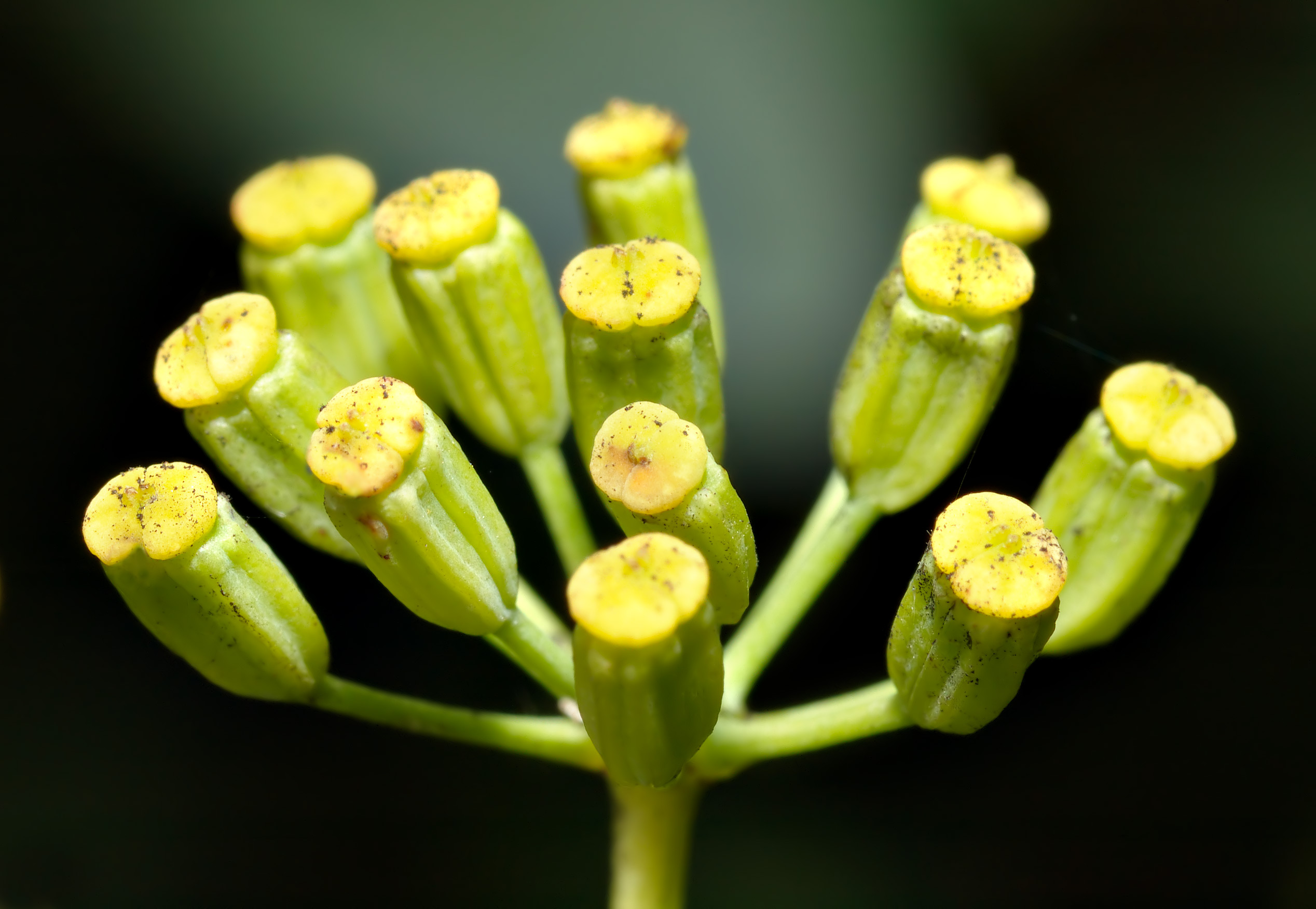
Abgeblühtes Döldchen eines Strauchigen Hasenohrs (Bupleurum fruticosum)

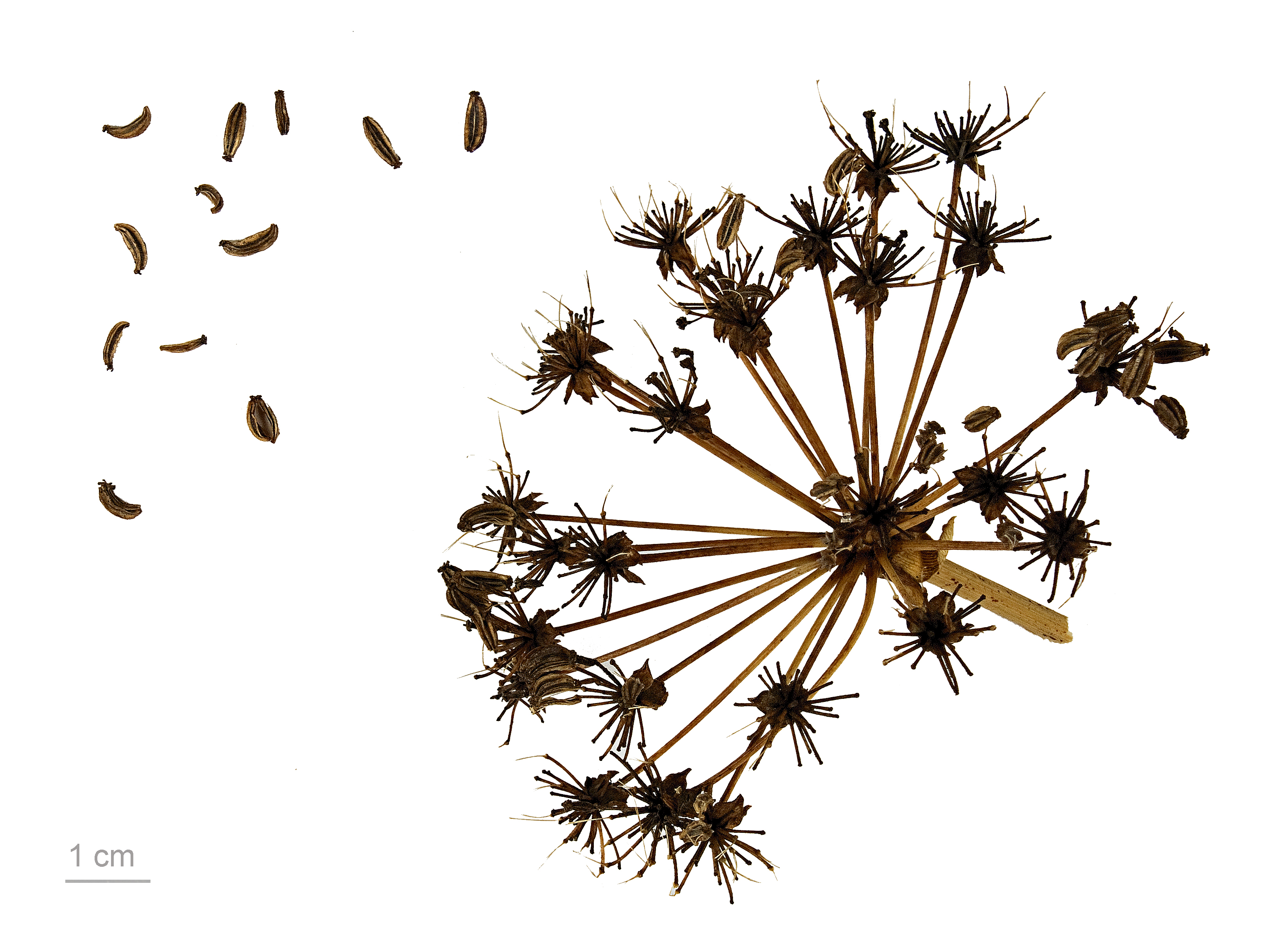
Fruchtstand und Doppelachänen von Bupleurum gibraltarium

### Blütenstände und Blüten
Die zusammengesetzten doldigen Blütenstände sind häufig von einer auffälligen Hochblatt-Hülle umgeben. Die Döldchen enthalten drei bis zwölf (bis 20) Blüten. Hülle und Hüllchen sind in der Regel ausgebildet, selten, wie bei Bupleurum rotundifolium fehlt die Hülle.
Die Blüten sind zwittrig und klein. Die Kelchblätter sind nur undeutlich ausgebildet. Die Kronblätter sind ganzrandig und an der Spitze immer eingeschlagen oder eingerollt sowie an der Außenseite durch den vortretenden Mittelnerv gekielt. Die Farbe der Kronblätter ist fast immer gelb oder gelbgrün (selten rötlich-gelb), nur beim nordwestafrikanischen Bupleurum album ist sie purpurfarben.

### Früchte
Die Frucht ist eiförmig bis länglich sowie nicht oder nur wenig abgeflacht und an der Fugenfläche zusammengezogen. Die Oberfläche ist meist glatt (bei Bupleurum tenuissimum warzig) und kahl. Die Teilfrucht hat fünf deutliche Hauptrippen und keine Nebenrippen. Es gibt ein bis fünf Ölstriemen, die bei manchen Arten schwindend sind. Der kurze Griffel ist nach der Blüte zurückgebogen.

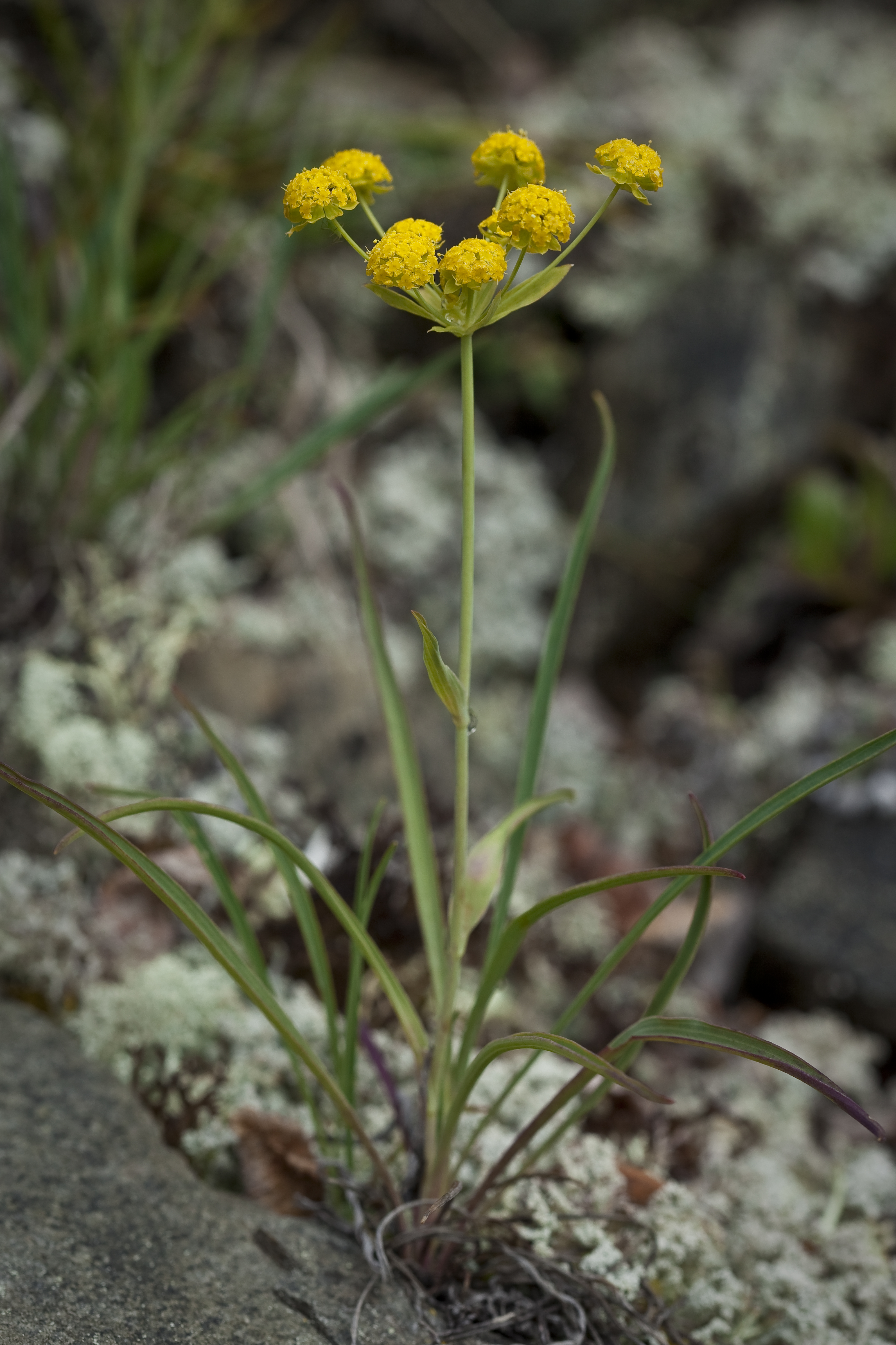
Bupleurum americanum

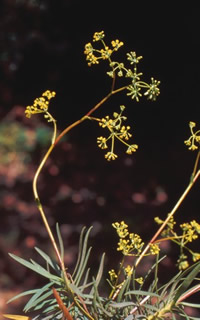
Bupleurum dianthifolium

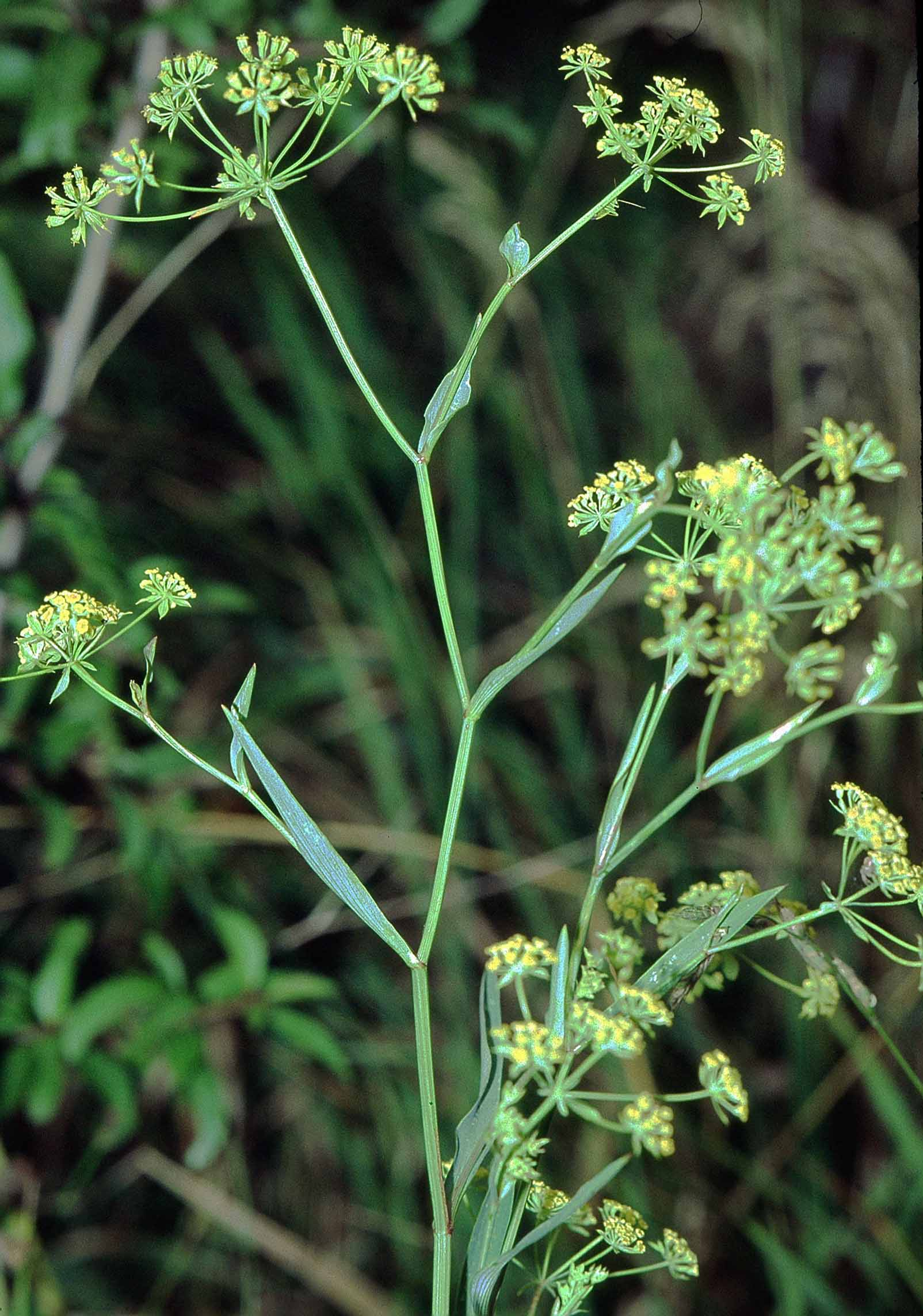
Sichel-Hasenohr (Bupleurum falcatum)

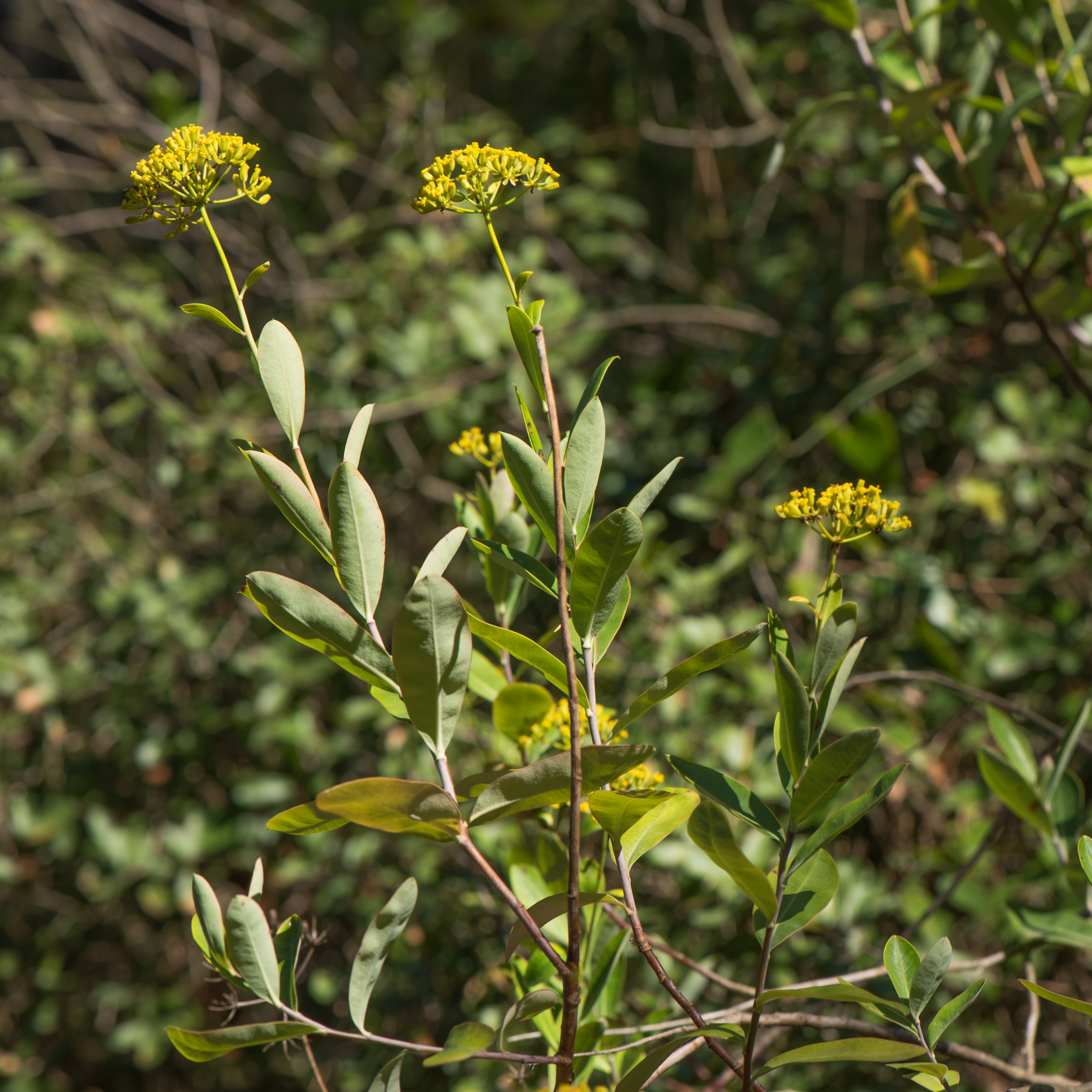
Strauchiges Hasenohr (Bupleurum fruticosum)

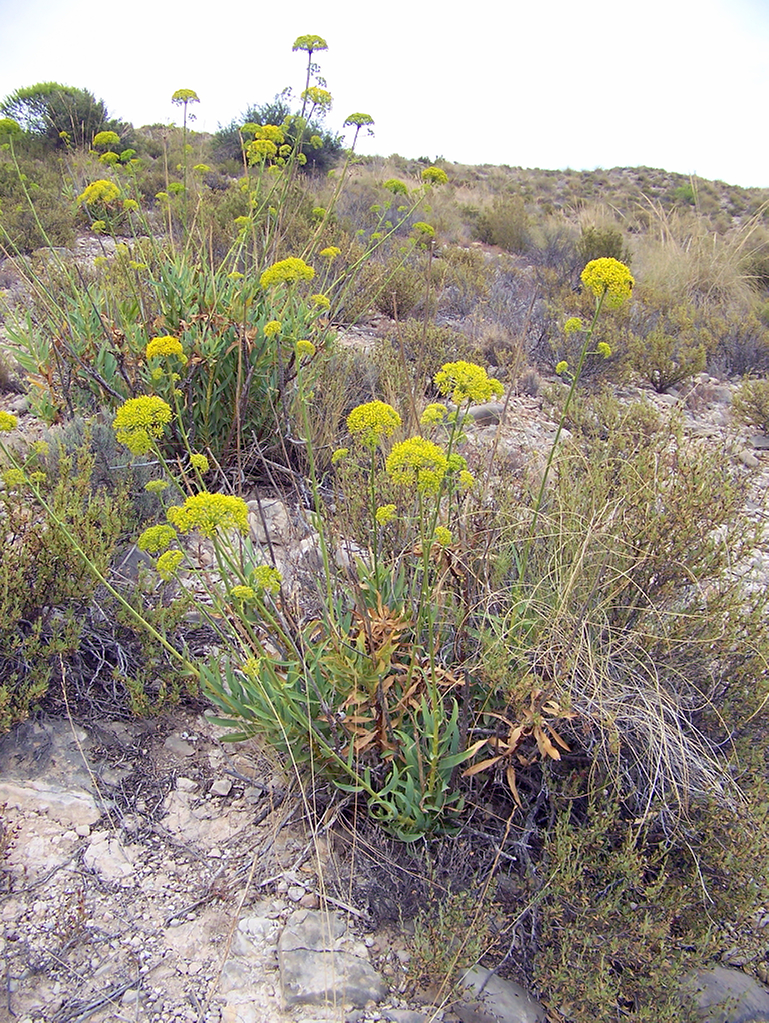
Bupleurum gibraltarium

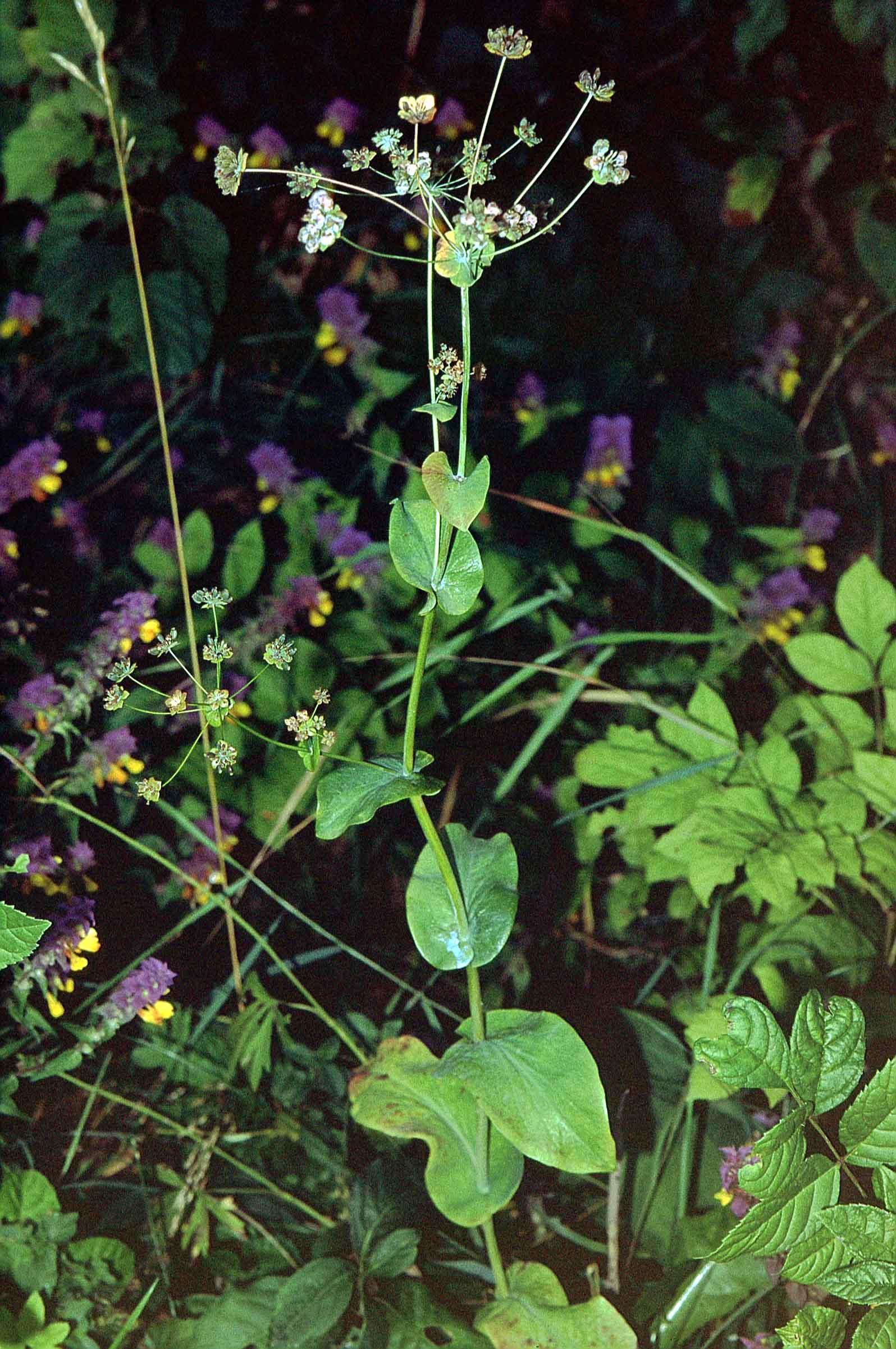
Langblättriges Hasenohr (Bupleurum longifolium)

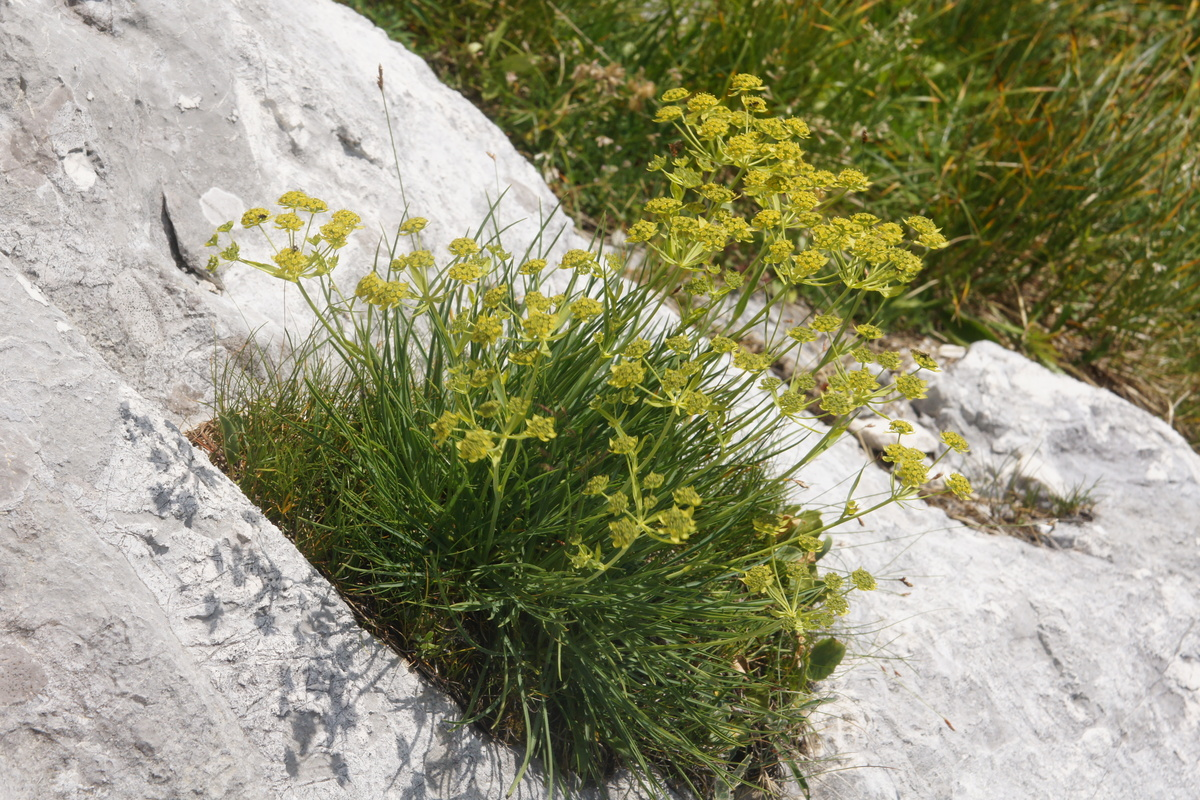
Felsen-Hasenohr (Bupleurum petraeum)

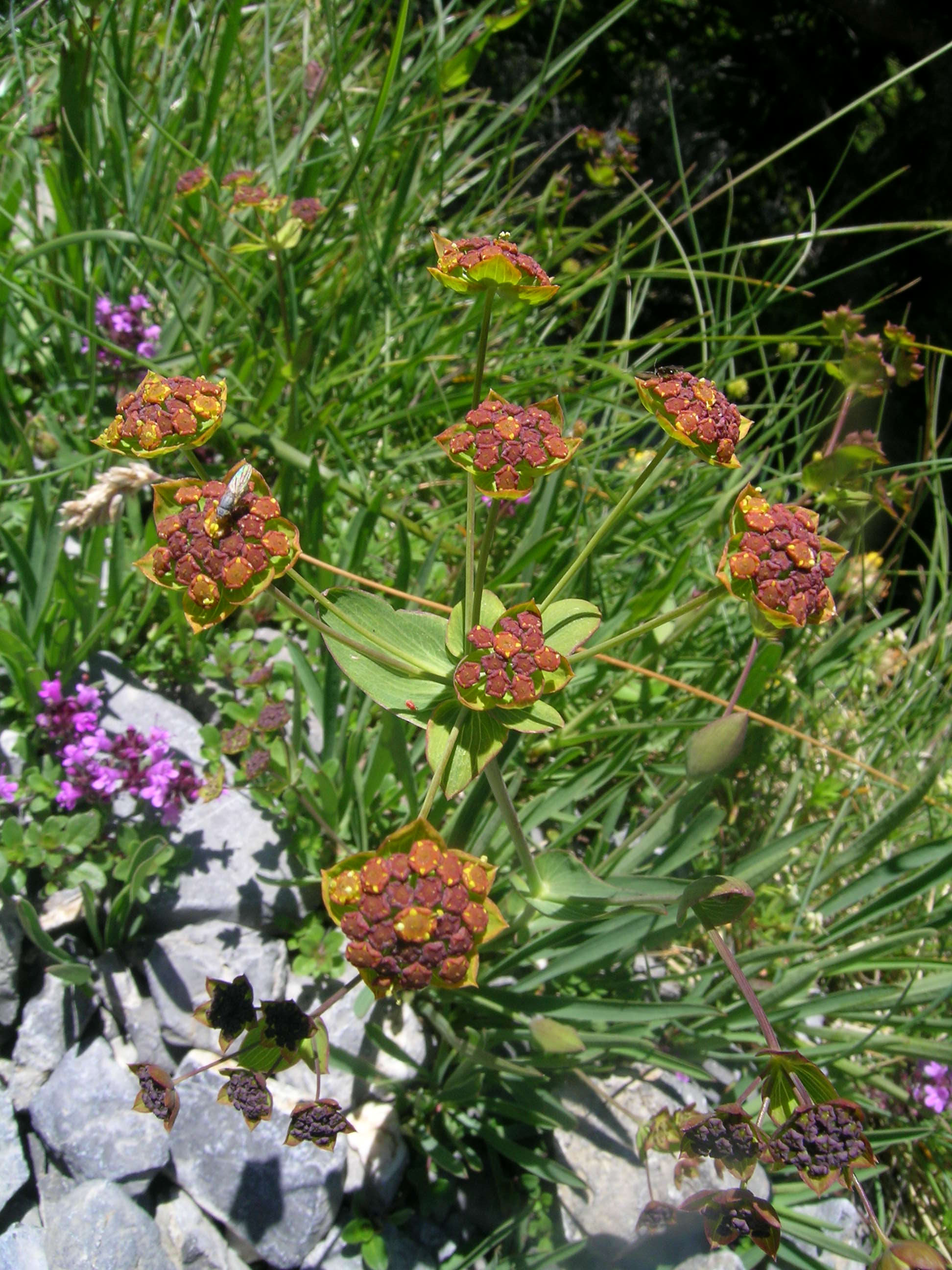
Hahnenfuß-Hasenohr (Bupleurum ranunculoides)

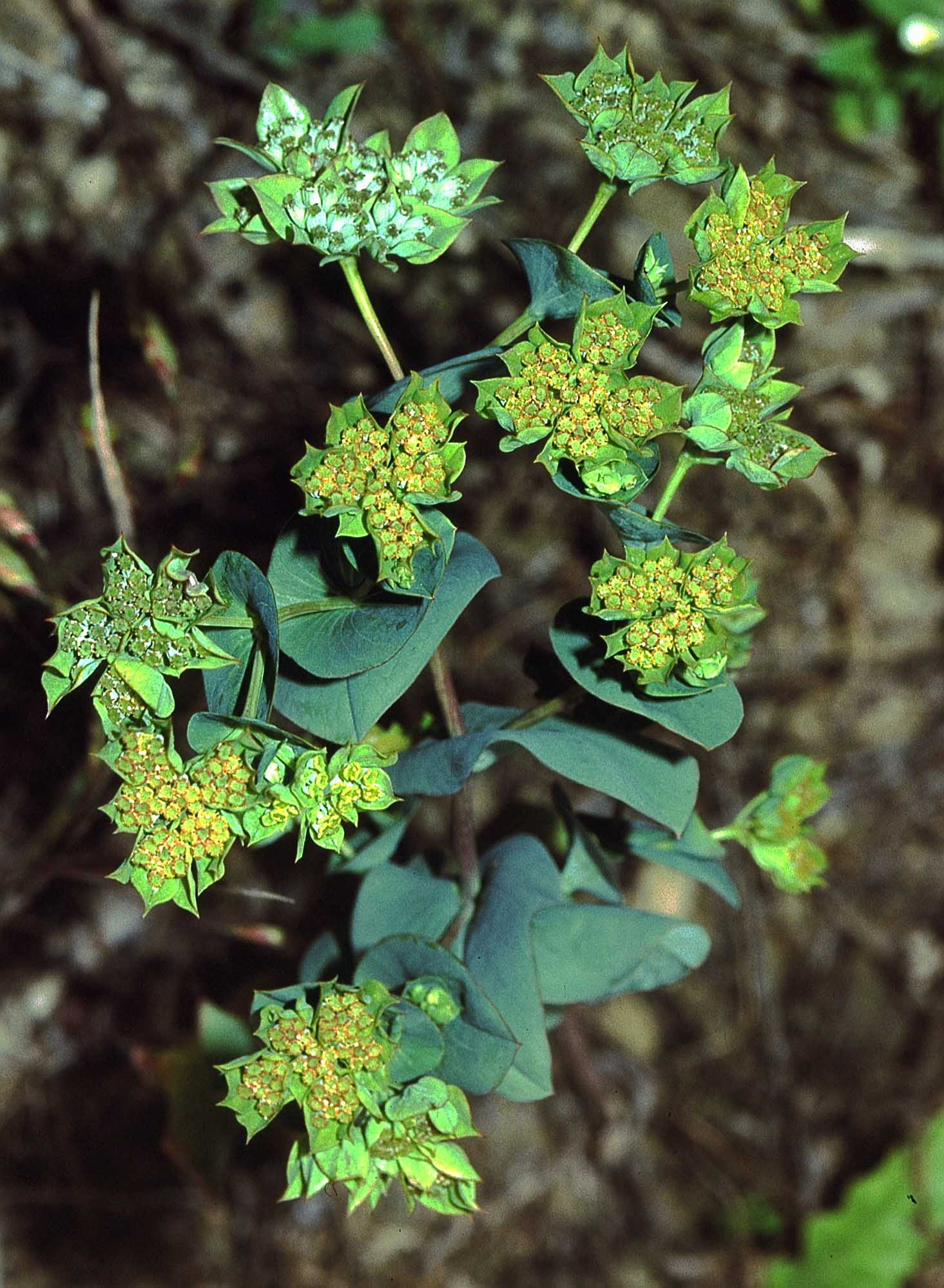
Rundblättriges Hasenohr (Bupleurum rotundifolium)

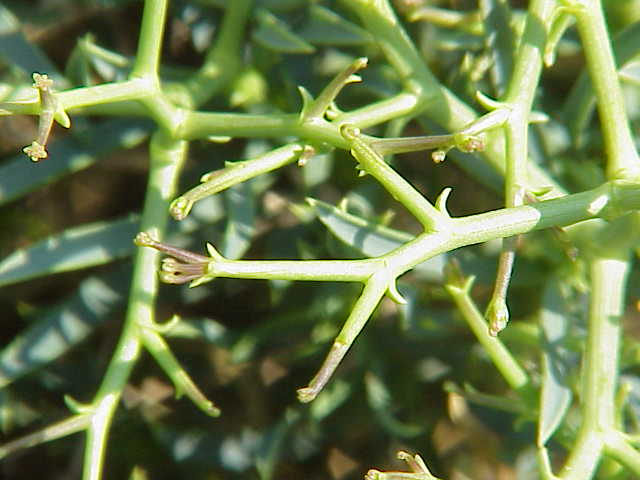
Bupleurum fruticescens subsp. spinosum

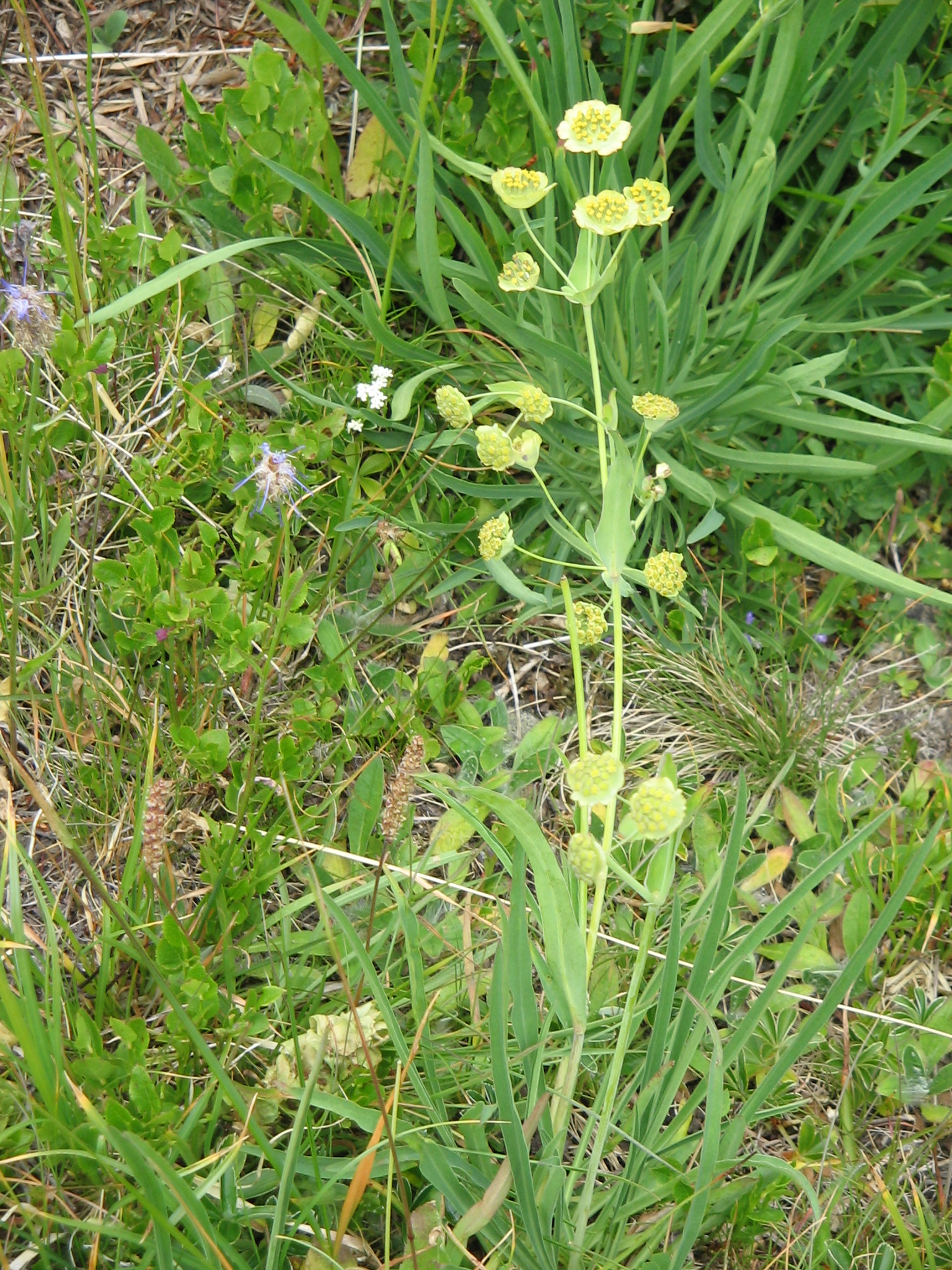
Sterndolden-Hasenohr (Bupleurum stellatum)

## Systematik und Verbreitung
Die Gattung Bupleurum wurde 1753 durch Carl von Linné in Species Plantarum, 1, S. 236–239 aufgestellt. Typusart ist Bupleurum rotundifolium L. Ein Synonym für Bupleurum L. ist Buprestis Spreng.
Bupleurum ist die einzige Gattung der Tribus Bupleureae Spreng. in der Unterfamilie Apioideae innerhalb der Familie Apiaceae.
Die Gattung Bupleurum ist in der Gemäßigten Zone der Nordhalbkugel weit verbreitet. Etwa 39 Arten sind in Europa beheimatet. In China kommen etwa 42 Arten vor, 22 davon nur dort. In Nordamerika ursprünglich kommt nur Bupleurum americanum in den Rocky Mountains vor. Lediglich eine Art, Bupleurum mundtii, kommt in Südafrika vor, aber diese stammt ursprünglich aus Europa. In Australasien wurden Bupleurum-Arten eingeschleppt. Die meisten Arten besitzen nur sehr kleine Areale. Die Arten kommen in allen Höhenlagen vor, von Meereshöhe (beispielsweise Bupleurum tenuissimum) bis auf eine Höhenlage von 4900 Metern bei Bupleurum longicaule im Himalaya.
Die Gattung Hasenohren (Bupleurum) enthält nach Neves & Watson 2004 etwa 150 (je nach Quelle, zwischen 70 und 180) Arten (Auswahl):
- Bupleurum abchasicum Manden.: Dieser Endemit kommt nur in Georgien vor.[3]
- Bupleurum acutifolium Boiss.: Sie kommt nur im südlichen Portugal und südlichen Spanien vor.[3]
- Bupleurum aequiradiatum (H.Wolff) Snogerup & B.Snogerup: Sie kommt in Kroatien, Serbien, Albanien, Bulgarien, Mazedonien und Griechenland vor.[3]
- Verwandtes Hasenohr (Bupleurum affine Sadler): Es ist in Mitteleuropa, Südosteuropa und im Kaukasusraum verbreitet.[3]
- Bupleurum aira Snogerup: Dieser Endemit kommt nur auf Naxos vor.
- Bupleurum album Maire: Sie kommt nur in Marokko vor.[3]
- Bupleurum alpigenum Jord. & Fourr.: Sie kommt nur in Frankreich vor.[3]
- Bupleurum americanum J.M.Coult. & Rose: Sie kommt im westlichen Nordamerika vor.
- Bupleurum anatolicum Hub.-Mor. & Reese: Sie kommt in der Türkei vor.[3]
- Bupleurum angulosum L.: Sie kommt in Spanien und Frankreich vor.[3]
- Bupleurum antonii Maire: Sie kommt nur in Marokko vor.[3]
- Bupleurum apiculatum Friv.: Sie kommt in Bulgarien, Griechenland, Mazedonien, Serbien und Rumänien vor.[3]
- Bupleurum asperuloides Heldr.: Sie kommt in Südosteuropa, in der Türkei und im Kaukasusraum vor.[3]
- Bupleurum atlanticum Murb.: Sie kommt in Marokko und in Algerien vor.[3]
- Bupleurum balansae Boiss. & Reut.: Sie kommt in Marokko, Algerien und in Tunesien vor.[3]
- Monte-Baldo-Hasenohr (Bupleurum baldense Turra): Es ist in Süd- und Westeuropa von Spanien und England bis Albanien verbreitet.[3]
- Bupleurum barceloi Willk.: Sie kommt nur auf Mallorca und Ibiza vor.[3]
- Bupleurum benoistii Litard. & Maire: Sie kommt nur in Marokko vor.[3]
- Bupleurum boissieri Post: Sie kommt in Aserbaidschan, Georgien, Syrien und in der Türkei vor.[3]
- Bupleurum brachiatum K.Koch ex Boiss.: Sie kommt in Kleinasien, im Kaukasusraum, in Syrien, im Libanon und auf der Krim vor.[3]
- Bupleurum brevicaule Schltdl.: Sie kommt in Israel, Jordanien, im Libanon, in Syrien und in der Türkei vor.[3]
- Bupleurum canescens Schousb.: Sie kommt in Marokko vor.[3]
- Bupleurum capillare Boiss. & Heldr.: Sie kommt nur im südlichen Griechenland vor.[3]
- Bupleurum cappadocicum Boiss.: Sie kommt in Syrien und in der Türkei vor.[3]
- Bupleurum chinense DC.: Sie gedeiht in Höhenlagen von 100 bis 2700 Metern in den chinesischen Provinzen Anhui, Gansu, Hebei, Heilongjiang, Henan, Hubei, Hunan, Jiangsu, Jiangxi, Jilin, Liaoning, Nei Mongol, Shaanxi, Shandong, Shanxi sowie Zhejiang.[4]
- Bupleurum commutatum Boiss. & Balansa: Sie ist von Südosteuropa[3] bis zum Iran verbreitet.
- Bupleurum croceum Fenzl: Sie kommt in Kleinasien und Syrien vor.
- Bupleurum dianthifolium Guss.: Dieser Endemit kommt nur auf der Insel Marettimo bei Sizilien vor.
- Bupleurum dichotomum Boiss.: Sie kommt in Israel, Jordanien, Syrien und in der Türkei vor.[3]
- Bupleurum dumosum Coss. & Balansa: Sie kommt nur in Marokko vor.[3]
- Bupleurum eginense (H.Wolff) Snogerup: Sie kommt in der Türkei vor.[3]
- Bupleurum elatum Guss.: Dieser Endemit kommt nur im nördlichen Sizilien vor.
- Bupleurum erubescens Boiss.: Sie kommt in der Türkei vor.[3]
- Bupleurum euboeum Beauverd & Topali: Sie kommt in Griechenland, auf Kreta, auf Inseln der Ägäis und in der europäischen sowie asiatischen Türkei vor.[3]
- Sichelblättriges Hasenohr, oder einfach Sichel-Hasenohr, (Bupleurum falcatum L.): Es ist von Europa bis Ostasien verbreitet.
- Bupleurum faurelii Maire: Sie kommt nur in Marokko vor.[3]
- Bupleurum flavicans Boiss. & Heldr.: Sie kommt in Serbien, Albanien, Mazedonien und in Griechenland vor.[3]
- Bupleurum flavum Forssk.: Sie kommt in Bulgarien, Griechenland und in der europäischen sowie asiatischen Türkei vor.[3]
- Bupleurum foliosum DC.: Sie kommt in Marokko und in Spanien vor.[3]
- Bupleurum fruticescens L.: Es gibt zwei Unterarten:
  - Bupleurum fruticescens L. subsp. fruticescens: Sie kommt nur in Spanien vor.[3]
  - Dorniges Hasenohr (Bupleurum fruticescens subsp. spinosum (Gouan) O.Bolòs & Vigo, Syn.: Bupleurum spinosum Gouan): Es kommt in Marokko, Algerien, Tunesien und Spanien vor.[3]
- Strauchiges Hasenohr (Bupleurum fruticosum L.): Es ist in Südeuropa, Nordafrika und Vorderasien verbreitet.[3]
- Bupleurum gaudianum Snogerup: Dieser Endemit kommt nur auf Kreta vor.[3]
- Jacquins Hasenohr (Bupleurum gerardi All.): Es ist in Europa, Nordafrika und Vorderasien verbreitet.
- Bupleurum gibraltarium Lam.: Sie kommt in Marokko, Algerien, Tunesien und Spanien vor.[3]
- Bupleurum glumaceum Sm.: Sie kommt in Kroatien, Montenegro, Albanien und in Griechenland vor.[3]
- Bupleurum gracile d’Urv.: Sie kommt in Italien, Kroatien, Griechenland, Kreta, auf Inseln der Ägäis und in der Türkei vor.[3]
- Bupleurum greuteri Snogerup: Sie kommt in Griechenland vor.[3]
- Bupleurum gussonei (Arcang.) Snogerup & B.Snogerup: Sie kommt nur in Italien vor.[3]
- Bupleurum handiense (Bolle) G.Kunkel: Sie kommt nur auf Lanzarote und Fuerteventura vor.[3]
- Bupleurum heldreichii Boiss. & Balansa: Sie kommt in der Türkei vor.[3]
- Bupleurum irregulare Boiss.: Sie kommt in Syrien und im Libanon vor.[3]
- Bupleurum kakiskalae Greuter: Dieser Endemit kommt nur auf Kreta vor.[3]
- Bupleurum karglii Vis.: Sie kommt in Kroatien, Serbien, Bosnien und Herzegowina, Montenegro, Albanien und in Griechenland vor.[3]
- Bupleurum koechelii Fenzl: Sie kommt in der Türkei vor.[3]
- Bupleurum koso-poljanskyi Grossh.: Sie kommt nur in Armenien vor.[3]
- Bupleurum lancifolium Hornem.: Sie ist in Europa, Nordafrika, Vorder- und Zentralasien verbreitet.
- Bupleurum lateriflorum Batt.: Sie kommt in Marokko vor.[3]
- Bupleurum libanoticum Boiss. & C.I.Blanche: Sie kommt in der Türkei, in Syrien und im Libanon vor.[3]
- Langblättriges Hasenohr (Bupleurum longifolium L.): Es ist von Europa bis Ostasien verbreitet.
- Bupleurum lophocarpum Boiss. & Balansa: Sie kommt in der Türkei vor.[3]
- Bupleurum lycaonium Snogerup: Sie kommt in der Türkei vor.[3]
- Bupleurum mayeri Micevski: Dieser Endemit kommt nur in Mazedonien vor.[3]
- Bupleurum mesatlanticum Litard. & Maire: Sie kommt nur in Marokko vor.[3]
- Bupleurum montanum Coss.: Sie kommt in Marokko und in Algerien vor.[3]
- Bupleurum nodiflorum Sm.: Sie kommt in Libyen, Ägypten, Israel, Jordanien, Syrien, im Libanon, auf Zypern und in der Türkei vor.[3]
- Bupleurum nordmannianum Ledeb.: Sie kommt in Aserbaidschan, Armenien und Georgien vor.[3]
- Bupleurum odontites L.: Sie ist in Südeuropa, Nordafrika und Vorderasien verbreitet.[3]
- Bupleurum oligactis Boiss.: Sie kommt in Marokko, Algerien und im Libanon vor.[3]
- Bupleurum pachnospermum Pančić: Sie kommt auf der Balkanhalbinsel, in Ungarn, Bulgarien, Serbien und in Rumänien vor.[3]
- Bupleurum papillosum DC.: Sie kommt in der Türkei und in Syrien vor.[3]
- Bupleurum pauciradiatum Fenzl: Sie kommt in Aserbaidschan, Georgien und auf der Krim vor.[3]
- Bupleurum pendikum Snogerup: Sie kommt in der Türkei vor.[3]
- Felsen-Hasenohr (Bupleurum petraeum L.): Sie gedeiht nur in den Süd- und Ostalpen, in Italien, Slowenien, Kroatien, Österreich und Frankreich.[3]
- Bupleurum plantagineum Desf.: Sie kommt nur in Algerien vor.[3]
- Bupleurum polyactis Snogerup: Sie kommt in der Türkei vor.[3]
- Bupleurum postii H. Wolff: Sie kommt in Syrien und im Libanon vor.[3]
- Binsen-Hasenohr (Bupleurum praealtum L., Syn.: Bupleurum junceum L.): Sie kommt im südöstlichen Mitteleuropa, in Südeuropa und Südosteuropa bis zur europäischen Türkei vor.[3]
- Bupleurum pulchellum Boiss. & Heldr.: Sie kommt in der Türkei vor.[3]
- Hahnenfuß-Hasenohr (Bupleurum ranunculoides L.): Mit den Unterarten:
  - Bupleurum ranunculoides subsp. ranunculoides (Syn.: Bupleurum bourgaei Boiss. & Reut.)[3]
  - Bupleurum ranunculoides subsp. telonense (Timb.-Lagr.) Coste: Sie kommt nur in Frankreich vor.[3]
- Bupleurum rigidum L.: Sie ist von Algerien und Marokko über die Balearen bis Spanien, Portugal, Frankreich bis Italien einschließlich Sizilien verbreitet.[3]
- Bupleurum rischawii Albov: Sie kommt nur in Georgien vor.[3]
- Bupleurum rohlenae Nábělek: Sie kommt in der Türkei vor.[3]
- Bupleurum rollii (Montel.) Moraldo: Sie kommt in Italien und in Sizilien vor.[3]
- Rundblättriges Hasenohr, Acker-Hasenohr oder Durchwachsenes Hasenohr (Bupleurum rotundifolium L.):[5] Es ist von Europa bis Zentralasien verbreitet und in Nordamerika, Australien sowie Neuseeland ein Neophyt.
- Bupleurum salicifolium R. Br.: Sie kommt in Madeira, Porto Santo und auf den Kanarischen Inseln vor.[3]
- Bupleurum schistosum Woronow: Sie kommt in der Türkei vor.[3]
- Bupleurum semicompositum L.: Sie kommt in Südeuropa, Nordafrika, Makaronesien und Vorderasien vor.[3]
- Bupleurum setaceum Fenzl: Sie kommt in der Türkei vor.[3]
- Bupleurum sibiricum Vest: Sie ist in Sibirien, in der Mongolei, in der Inneren Mongolei und in den chinesischen Provinzen Hebei, Heilongjiang sowie Liaoning verbreitet.[2][4]
- Bupleurum sintenisii Huter: Dieser Endemit kommt nur auf Zypern vor.[3]
- Bupleurum sosnowskyi Manden.: Sie kommt in Armenien und in Georgien vor.[3]
- Sterndolden-Hasenohr (Bupleurum stellatum L.)[6]: Es kommt nur in den Alpen und auf Korsika vor.[3]
- Bupleurum subnivale (Galushko) Galushko: Sie kommt im Kaukasusraum vor.[3]
- Bupleurum subovatum Link ex Spreng.: Sie in Südeuropa, Nordafrika und Vorderasien verbreitet.[3]
- Bupleurum subspinosum Maire & Weiller: Sie kommt nur in Marokko vor.[3]
- Bupleurum subuniflorum Boiss. & Heldr.: Sie kommt in der Türkei vor.[3]
- Bupleurum sulphureum Boiss. & Balansa: Sie kommt in der Türkei vor.[3]
- Salz-Hasenohr (Bupleurum tenuissimum L.): Es ist in Nordafrika, Europa und Vorderasien verbreitet.
- Bupleurum terminum A.P.Khokhr.: Sie kommt in der Türkei vor.[3]
- Bupleurum trichopodum Boiss. & Spruner: Sie kommt auf Sardinien, in Mazedonien, Griechenland, auf Kreta, auf Inseln der Ägäis, auf Zypern, in der Türkei, in Syrien, im Libanon und in Libyen vor.[3]
- Bupleurum turcicum Snogerup: Sie kommt in der Türkei vor.[3]
- Bupleurum uechtritzianum Stoyanov: Sie kommt in Bulgarien und in Rumänien vor.[3]
- Bupleurum veronense Turra: Sie kommt in Italien, auf der Balkanhalbinsel, in Slowenien, Bulgarien, Serbien, Georgien und im Kaukasusraum vor.[3]
- Ruten-Hasenohr (Bupleurum virgatum Cav.): Es kommt in Portugal, Spanien und Frankreich vor[3]
- Bupleurum wittmannii Steven: Sie kommt in Aserbaidschan und in Georgien vor.[3]
- Bupleurum yunnanense Franch.: Sie gedeiht an Berghängen in Höhenlagen von 2500 bis 5000 Metern in Dinggyê im südöstlichen Tibet und in den chinesischen Provinzen Sichuan sowie Yunnan.[4]
- Bupleurum zoharii Snogerup: Sie kommt in der Türkei vor.[3]

## Verwendung
Der „Wurzelstock“ einiger Arten wird in der Traditionellen Chinesischen Medizin als „chai hu“ gegen Husten, Fieber und Grippe verwendet. Da einige wenige Arten (etwa Bupleurum longiradiatum) jedoch giftig sind, kann es zu gefährlichen Verwechslungen kommen.